# 李騰嶽
李騰嶽（1895年7月22日—1975年4月23日），號鷺村，新北市蘆洲區人，台灣日治時期醫學家。

## 生平
十二歲遷居大稻埕，師從趙一山，十三歲入大稻埕公學校。1917年臺灣總督府醫學校畢業，在大稻埕開設小兒科診所。1933年入臺北醫學專門學校杜聰明藥物學研究室研究蛇毒，1940年獲日本京都帝國大學博士學位。在《臺灣醫學會雜誌》發表多篇有關日、臺人口死因的報告，研究公共衛生研究。除醫學外，對臺灣歷史、民俗、漢詩興趣頗深，常投稿於《民俗台灣》、《台北文物》、《台灣文獻》，參加星社詩社。曾將戚本《紅樓夢》人物當成病理診斷研究之對象，寫下《紅樓夢醫事考察》一書。
戰後擔任臺灣省文獻委員會主任委員，致力撰述臺灣醫學歷史。

## 著作
- 《紅樓夢醫事考察》
- 《李騰嶽鷺村翁詩集》